# Monteithocoris hirsutus
Monteithocoris hirsutus är en insektsart som beskrevs av Woodward 1968. Monteithocoris hirsutus ingår i släktet Monteithocoris och familjen Idiostolidae. Inga underarter finns listade i Catalogue of Life.